# Freikorps Sauerland
Das Freikorps Sauerland war ein paramilitärischer Verband, der im September 1944 durch den NSDAP-Gauleiter von Westfalen-Süd Albert Hoffmann gebildet wurde. Er wurde im Oktober 1944 mit Zustimmung der Partei-Kanzlei unter Martin Bormann dem Volkssturm unterstellt. Hoffmann sah das Freikorps Sauerland als „Eliteverband“ in seinem Gau Westfalen-Süd an.
Im April 1945 wurden Einheiten des Freikorps Sauerland im Ruhrkessel eingesetzt und erlitten zum Teil hohe Verluste. Das Freikorps Sauerland war unter anderem an den schweren Kämpfen in Olsberg und Altenbüren im Kreis Brilon beteiligt. Ein Angehöriger der Einheit erschoss am Ostersonntag 1945 acht Zwangsarbeiter in Erwitte.